# Olympische Sommerspiele 2020/Kanu – Einer-Canadier Slalom (Männer)
Der Kanuslalomwettbewerb im Einer-Canadier der Männer (Kurzbezeichnung: C1) bei den Olympischen Spielen 2020 in Tokio wurde am 25. und 26. Juli 2021 im Kasai Canoe Slalom Centre ausgetragen.
Olympiasieger wurde Benjamin Savšek aus Slowenien. Die Silbermedaille gewann Lukáš Rohan aus Tschechien und Bronze ging an den Deutschen Sideris Tasiadis.

## Titelträger
| Olympiasieger | Denis Gargaud Chanut | Rio de Janeiro 2016  |
| Weltmeister   | Cédric Joly          | La Seu d’Urgell 2019 |

## Ergebnisse

### Vorlauf
Anmerkung: Die Strafe, also die Strafsekunden, sind bereits in der Zeit mit einberechnet.
| Platz | Kanute              | Nation             | Lauf 1   | Lauf 1 | Lauf 1 | Lauf 2   | Lauf 2 | Lauf 2 | Gesamt    |
| Platz | Kanute              | Nation             | Zeit     | Strafe | Rang   | Zeit     | Strafe | Rang   | Defizit   |
| ----- | ------------------- | ------------------ | -------- | ------ | ------ | -------- | ------ | ------ | --------- |
| 1     | Matej Beňuš         | Slowakei           | 99,61 s  | 0      | 2      | 96,89 s  | 0      | 1      |           |
| 2     | Benjamin Savšek     | Slowenien          | 98,82 s  | 2      | 1      | 105,87 s | 4      | 12     | + 1,93 s  |
| 3     | Adam Burgess        | Großbritannien     | 99,82 s  | 0      | 4      | 99,64 s  | 2      | 2      | + 2,75 s  |
| 4     | Zachary Lokken      | Vereinigte Staaten | 99,74 s  | 0      | 3      | 166,94 s | 6      | 17     | + 2,85 s  |
| 5     | Matija Marinić      | Kroatien           | 100,33 s | 0      | 5      | 101,66 s | 2      | 5      | + 3,44 s  |
| 6     | Sideris Tasiadis    | Deutschland        | 100,69 s | 0      | 6      | 101,23 s | 0      | 3      | + 3,80 s  |
| 7     | Ander Elosegi       | Spanien            | 103,78 s | 4      | 8      | 101,51 s | 0      | 4      | + 4,62 s  |
| 8     | Lukáš Rohan         | Tschechien         | 103,98 s | 2      | 9      | 102,15 s | 2      | 6      | + 5,26 s  |
| 9     | Martin Thomas       | Frankreich         | 102,75 s | 2      | 7      | 102,83 s | 4      | 7      | + 5,86 s  |
| 10    | Daniel Watkins      | Australien         | 158,43 s | 54     | 16     | 103,07 s | 2      | 8      | + 6,18 s  |
| 11    | Liam Jegou          | Irland             | 174,57 s | 50     | 18     | 104,40 s | 2      | 9      | + 7,51 s  |
| 12    | Thomas Koechlin     | Schweiz            | 105,66 s | 4      | 10     | 104,57 s | 0      | 10     | + 7,68 s  |
| 13    | Takuya Haneda       | Japan              | 106,57 s | 0      | 11     | 105,15 s | 2      | 11     | + 8,26 s  |
| 14    | Grzegorz Hedwig     | Polen              | 109,09 s | 6      | 12     | 105,95 s | 4      | 13     | + 9,06 s  |
| 15    | Alexander Kulikow   | Kasachstan         | 109,95 s | 2      | 13     | 107,43 s | 2      | 14     | + 10,54 s |
| 16    | Cameron Smedley     | Kanada             | 161,07 s | 54     | 17     | 108,12 s | 4      | 15     | + 11,23 s |
| 17    | Jean-Pierre Bourhis | Senegal            | 111,16 s | 2      | 14     | 110,93 s | 0      | 16     | + 14,04 s |
| 18    | Pawel Eigel         | ROC                | 119,60 s | 4      | 15     | DNS      | DNS    | DNS    | + 22,71 s |

### Halbfinale
Anmerkung: Die Strafe, also die Strafsekunden, sind bereits in der Zeit mit einberechnet.
| Platz | Kanute            | Nation             | Zeit     | Strafe | Defizit    |
| ----- | ----------------- | ------------------ | -------- | ------ | ---------- |
| 1     | Martin Thomas     | Frankreich         | 100,65 s | 0      |            |
| 2     | Daniel Watkins    | Australien         | 101,28 s | 0      | + 0,63 s   |
| 3     | Ander Elosegi     | Spanien            | 103,15 s | 2      | + 2,50 s   |
| 4     | Lukáš Rohan       | Tschechien         | 103,68 s | 2      | + 3,03 s   |
| 5     | Benjamin Savšek   | Slowenien          | 104,26 s | 2      | + 3,61 s   |
| 6     | Sideris Tasiadis  | Deutschland        | 105,35 s | 2      | + 4,70 s   |
| 7     | Zachary Lokken    | Vereinigte Staaten | 105,97 s | 2      | + 5,32 s   |
| 8     | Adam Burgess      | Großbritannien     | 106,18 s | 2      | + 5,53 s   |
| 9     | Matej Beňuš       | Slowakei           | 106,40 s | 2      | + 5,75 s   |
| 10    | Takuya Haneda     | Japan              | 107,82 s | 0      | + 7,17 s   |
| 11    | Matija Marinić    | Kroatien           | 109,94 s | 2      | + 9,29 s   |
| 12    | Alexander Kulikow | Kasachstan         | 110,23 s | 2      | + 9,58 s   |
| 13    | Thomas Koechlin   | Schweiz            | 111,20 s | 6      | + 10,55 s  |
| 14    | Grzegorz Hedwig   | Polen              | 112,16 s | 4      | + 11,51 s  |
| 15    | Liam Jegou        | Irland             | 208,39 s | 100    | + 107,74 s |

### Finale
Anmerkung: Die Strafe, also die Strafsekunden, sind bereits in der Zeit mit einberechnet.
| Platz | Kanute           | Nation             | Zeit     | Strafe | Defizit   |
| ----- | ---------------- | ------------------ | -------- | ------ | --------- |
| 1     | Benjamin Savšek  | Slowenien          | 98,25 s  | 0      |           |
| 2     | Lukáš Rohan      | Tschechien         | 101,96 s | 2      | + 3,71 s  |
| 3     | Sideris Tasiadis | Deutschland        | 103,70 s | 0      | + 5,45 s  |
| 4     | Adam Burgess     | Großbritannien     | 103,86 s | 0      | + 5,61 s  |
| 5     | Martin Thomas    | Frankreich         | 104,98 s | 0      | + 6,73 s  |
| 6     | Matej Beňuš      | Slowakei           | 105,60 s | 2      | + 7,35 s  |
| 7     | Zachary Lokken   | Vereinigte Staaten | 106,08 s | 2      | + 7,83 s  |
| 8     | Ander Elosegi    | Spanien            | 106,59 s | 2      | + 8,34 s  |
| 9     | Daniel Watkins   | Australien         | 108,18 s | 2      | + 9,93 s  |
| 10    | Takuya Haneda    | Japan              | 109,30 s | 4      | + 11,05 s |